# La Rinconada (Córdova)
La Rinconada (Córdoba) é uma comuna da província de Córdoba, na Argentina.